# Bocksberget
Bocksberget är ett naturreservat i Lycksele kommun i Västerbottens län.
Området är naturskyddat sedan 1997 och är 75 hektar stort. Reservatet omfattar två delar, där den större norra omfattar Bocksberget. Reservatet av består av brandpräglad tallskog.